# Рівненська чоловіча гімназія
Рівне́нська чолові́ча гімна́зія — перший навчальний заклад міста Рівного.

## Історія гімназії
Гімназію спочатку було відкрито в Луцьку в грудні 1832 року.
1834 року, у зв'язку з незручністю гімназійних приміщень, навчальний заклад тимчасово перевели до Клеваня (нині селище міського типу Рівненського району Рівненської області).
1839 року гімназію перевели до Рівного в спеціально збудоване для неї приміщення.
Закладання фундаменту під головну будівлю гімназії відбулося 11 серпня 1836 року. У церемонії взяв участь князь Любомирський, представники міської громади. Проект споруди, на замовлення князя, виконав відомий придворний архітектор Бургійон за участю професора архітектури Міховича. В 1839 році будівля гімназії була завершена. Первісна назва вулиці, на який розташувалась споруда — Гімназійна, або Директорська. Будівля Рівненської чоловічої гімназії пов'язана з іменами Миколи Костомарова, Пантелеймона Куліша, Володимира Короленка. Окрім навчального закладу, який ще мав статус реального училища, в стінах цієї будівлі перебував департамент освіти уряду Директорії, очолюваний Іваном Огієнком, куратором округу шкільного Волинського Воєводства. З 1922 року в споруді розміщувалося управління Волинського шкільного округу, згодом Рівненський обком КП(б)У. В часи окупації — Рейхскомісаріат «Україна», а з 1944 року будинок знов зайняв Рівненський обком компартії. У 1975 році обкомівський будинок передали в розпорядження Рівненського краєзнавчого музею. Музейна експозиція була відкрита в грудні 1978 року.

## Директори
Першим директором гімназії (спочатку Луцької, потім Клеванської) був Іван Григорович Кулжинський, призначений на цю посаду 7 (19) жовтня 1832 року. Спочатку він виконував обов'язки директора, а в грудні 1832 року його остаточно затвердили на цій посаді. На посаді директора Луцької, потім Клеванської гімназії Іван Григорович перебував до 15 (27) липня 1839 року, тобто майже 7 років.
Від 15 (27) липня 1839 року до 12 (24) вересня 1841 року директором гімназії (спочатку Клеванської, потім Рівненської) працював Фовицький Гаврило Михайлович.
За розпорядженням попечителя Київського навчального округу від 12 (24) вересня 1841 року виконувати обов'язки директора Рівненської гімназії призначили Петра Осиповича Аврамова. У «Формулярному списку чиновників і викладачів гімназії» записано, що походив він з обер-офіцерських дітей. Трудовий шлях починав із посади вчителя математики в Клеванській гімназії. Затверджено на посаді директора гімназії 20 січня (1 лютого) 1843 року. У серпні 1848 року Петра Аврамова призначили директором училищ Волинської губернії.
12 (24) серпня 1848 року, за розпорядженням міністра освіти, директором Рівненської гімназії призначили Гуго Ернестовича Траутфеттера. Крім директорських обов'язків, він вів уроки російської словесності. За якість викладання предмету в листопаді 1850 року отримав нагороду. На цій посаді був до вересня 1853 року.